# Yeniceoba
Yeniceoba (Kurdisk: Incov) er en kommune i distriktet Cihanbeyli i provinsen Konya i Tyrkiet. Indbyggertallet var i slutningen af 2012 optalt til 6.872. I sommerperioden stiger indbyggertallet til ca 15.000, da tusinder af mennesker med rødder i Yeniceoba fra storbyer og udlandet om sommeren kommer hjem på ferie. Befolkningen består hovedsageligt af kurdere. Det er desuden Tyrkiets rigeste landsby, fordi der kommer så mange fra udlandet og besøger hvert sommer. Så der kommer meget udlands valuta ind i landsbyen. Nabolandsbyerne til Yeniceoba er Kuşça, Kütükuşağı, Kelhasan og Bulduk. Yeniceoba ligger 130 kilometer fra Konyas centrum.”. 
Ved kommunalvalget den 29. marts 2009 overtog İlyas Kara fra AKP "Adalet ve Kalkinma Partisi" borgmesterposten. Yeniceoba blev anerkendt som kommune i 1955 af hjælp fra tidligere borgmester Haci Kizilkaya. Med sin relativ store befolkning, udvikling og forbrug sigter Yeniceoba at blive en distrikt.
Den nuværende befolknings forfædre bosatte sig for første gang i Yeniceoba i 1850'erne.
I Yeniceoba er der et stort monetært omløb, ikke mindst pga. udefra kommende valuta. Kommunen er kendt for sit høje uddannelsesniveau.
Der lever ca. 5000 mennesker med rødder i Yeniceoba i Danmark.
Yeniceoba har et fodboldklub i dansk fodbold, FC Yeniceoba. Holdet blev grundlagt 2012, og i sæsonen 2013-14 spillede klubben i den sjællandske Serie 4,  efter at klubben vandt sit første sæson i Serie 5.

## Venskabsby
Yeniceoba har siden 2006 haft Ishøj Kommune som venskabsby.

## Kendte personer fra Yeniceoba
- Fehmi Demir, kurdisk politiker
- Serkan Köse, svensk politiker
- Özcan Kizilkaya